# Хюбл, Виктор
Виктор Хюбл (чеш. Viktor Hübl; 12 августа 1978, Хомутов, Чехословакия) — чешский хоккеист, нападающий. Чемпион Чехии по хоккею 2015 года. Самый результативный хоккеист в истории чешской Экстралиги.

## Карьера

#### Клубная
Виктор Хюбл начал свою карьеру в 1995 году в клубе «Хомутов», который тогда выступал в первой чешской лиге. В сезоне 1998/99 он дебютировал в Экстралиге за команду «Литвинов». Через два года он перешёл в пражскую «Славию», где провёл следующие 2 сезона. Летом 2002 года он вернулся в «Литвинов», за который выступал до 2005 года. Перед началом сезона 2005/06 Хюбл с командой «Ческе Будеёвице». Отыграв там 3 сезона, снова вернулся в «Литвинов», за который играет уже 11-й сезон. В 2015 году он помог клубу выиграть первый в своей истории титул чемпионов Экстралиги, обыграв в финальной серии со счётом 4:3 «Оцеларжи» из Тршинца. 3 февраля 2017 года против «Млады Болеслав» Хюбл сыграл свой 1000-й матч в Экстралиге. 22 декабря 2020 года стал самым результативным хоккеистом за всю историю чешской Экстралиги. Забросив 2 шайбы в победной игре с «Кометой» из Брно, Хюбл обошёл Петра Лешку, набрав рекордное 787-е очко в своём 1068-м матче регулярного чемпионата.

#### Сборная Чехии
За сборную Чехии дебютировал в 2000 году, играл за нее только на этапах Еврохоккейтура. Последний матч за сборную провёл в 2007 году.

## Достижения

#### Командные
- Чемпион Экстралиги 2015
- Бронзовый призёр Экстралиги 2008

#### Личные
- Лучший бомбардир (58 очков) и ассистент (37 передач) Экстралиги 2015
- Самый результативный хоккеист в истории чешской Экстралиги

## Статистика
Обновлено на конец сезона 2020/2021
- Экстралига — 1232 игры, 866 очков (377 шайб + 489 передач)
- Первая чешская лига — 63 игры, 44 очка (22+22)
- Сборная Чехии — 26 игр, 9 очков (4+5)
- Лига чемпионов — 8 игр, 7 очков (2+5)
- Евролига — 4 игры, 1 очко (1+0)
- Всего за карьеру — 1333 игры, 927 очков (406+521)

## Семья
Его дядя, Ярослав Хюбл-старший (род. 04.10.1957 г.) был нападающим «Литвинова» с 1976 по 1993 годы. Провёл за это время 553 игры в чехословацкой лиге, набрал 317 очков (159 шайб + 158 передач). Становился бронзовым призёром молодёжного чемпионата мира 1977 года. В настоящее время является тренером.
Двоюродный брат, Ярослав Хюбл-младший (род. 29.12.1982 г.) — вратарь клуба немецкой лиги «Фиштаун Пингвинз». В 2007 году был признан лучшим новичком Экстралиги, играя за «Литвинов», а в 2014 году стал чемпионом австрийской лиги в составе «Больцано».